# Erik López
Erik Nicolás López Samaniego, noto semplicemente come Erik López (Asunción, 27 novembre 2001), è un calciatore paraguaiano, attaccante dell'Olimpia.

## Caratteristiche tecniche
È un centravanti.

## Carriera

### Club
Cresciuto nel settore giovanile dell'Olimpia, debutta in prima squadra il 26 agosto 2019 in occasione dell'incontro di División Profesional vinto 4-0 contro il Dep. Santaní.
Nell'agosto 2020 viene acquistato a titolo definitivo dall'Atlanta United.

### Nazionale
Ha giocato nella nazionale paraguaiana Under-23.

## Statistiche
Statistiche aggiornate al 28 giugno 2021.

### Presenze e reti nei club
| Stagione        | Squadra         | Campionato      | Campionato | Campionato | Coppe nazionali | Coppe nazionali | Coppe nazionali | Coppe continentali | Coppe continentali | Coppe continentali | Altre coppe | Altre coppe | Altre coppe | Totale | Totale | Totale |
| Stagione        | Squadra         | Comp            | Pres       | Reti       | Comp            | Pres            | Reti            | Comp               | Pres               | Reti               | Comp        | Pres        | Reti        | Pres   | Reti   |        |
| --------------- | --------------- | --------------- | ---------- | ---------- | --------------- | --------------- | --------------- | ------------------ | ------------------ | ------------------ | ----------- | ----------- | ----------- | ------ | ------ | ------ |
| 2019            | Olimpia         | PD              | 15         | 4          |                 | -               | -               |                    | -                  | -                  |             | -           | -           | 15     | 4      |        |
| 2020            | Olimpia         | PD              | 1          | 0          |                 | -               | -               | CL                 | 0                  | 0                  |             | -           | -           | 1      | 0      |        |
| 2020            | Atlanta United  | MLS             | 0          | 0          |                 | -               | -               | CCL                | 1                  | 0                  |             | -           | -           | 1      | 0      |        |
| 2021            | Atlanta United  | MLS             | 9          | 1          |                 | -               | -               | CCL                | 1                  | 0                  |             | -           | -           | 10     | 1      |        |
| Totale carriera | Totale carriera | Totale carriera | 25         | 5          |                 | 0               | 0               |                    | 2                  | 0                  |             | -           | -           | 27     | 5      |        |